# La Reine Marianne d'Autriche (Vélasquez, Dallas)
Pour l’article homonyme, voir La Reine Marianne d'Autriche.
Le portrait de Marianne d’Autriche, reine d’Espagne, est une huile sur toile peinte par Diego Vélasquez en 1655-1656 et conservée au Meadows Museum à Dallas. Elle représente la seconde épouse de Philippe IV d’Espagne.

## Historique
L’ensemble des historiens de l’art considèrent d’après son aspect inachevé qu’il s’agit d’une étude ; soit pour le double portrait des Ménines, soit pour le portrait de la reine de la collection Thyssen, soit encore un modèle au naturel comme support en prévision de peintures ultérieures ou d'atelier.